# Parindalmus westermanni
Parindalmus westermanni es una especie de coleóptero de la familia Endomychidae.

## Distribución geográfica
Habita en Java, Assam y Malaya.